# Nottingham South
Pour les articles homonymes, voir Nottingham (homonymie).

Nottingham South dans le Nottinghamshire.

La circonscription de Nottingham South est une circonscription électorale anglaise située dans le Nottinghamshire, et représentée à la Chambre des communes du Parlement britannique depuis 2010 par Lilian Greenwood du Parti travailliste.